# Вольная борьба на летних Олимпийских играх 1920 — свыше 82,5 кг
Соревнования по вольной борьбе в рамках Олимпийских игр 1920 года в тяжёлом весе (свыше 82,5 килограммов) прошли в Антверпене с 25 по 27 августа 1920 года в Зале торжеств Королевского зоологического общества. 
Схватка по регламенту турнира продолжалась один десятиминутный раунд, кроме финальных встреч, которые состояли из трёх раундов по 10 минут каждый. Схватка могла быть досрочно закончена чистой победой. 
Турнир проводился по системе с выбыванием после поражения. Проигравшие в полуфинале разыгрывали между собой третье место. Титул разыгрывался между 8 борцами. 
Чемпионом игр стал швейцарский чемпион 1919 года по швингену Роберт Рот, который победил в финале Нэта Пендлтона из США. По поводу третьего места, присуждалось ли оно кому-то и вручались ли бронзовые медали до сих пор существуют споры. Встреча между Фредом Мейером и Эрнстом Нильссоном закончилась вничью, хотя правила того времени требовали обязательно определять победителя встречи. Почему-то этого сделано не было; также по каким-то причинам оба борца не были дисквалифицированы за пассивность, как это было в среднем весе «B» в 1912 году (см. Альгрен, Андерс). Сейчас в различных источниках борцы ставятся то на третье место, то на четвёртое. В официальном отчёте игр они фигурируют как оба занявшие третье место. 

## Призовые места
- Роберт Рот
- Нэт Пендлтон
- Фредерик Мейер
- Эрнст Нильссон

## Турнир

### Первый круг
| Участник 1         | Результат   | Участник 2      |
| ------------------ | ----------- | --------------- |
| Роберт Рот         | По очкам    | Йохан Салила    |
| Фредерик Мейер     | Туше (6:41) | Фредерик Мейсон |
| Натаниэль Пендлтон | По очкам    | Свен Маттсон    |
| Эрнст Нильссон     | Туше (1:59) | Арчи МакДональд |

### Полуфинал
| Участник 1         | Результат | Участник 2     |
| ------------------ | --------- | -------------- |
| Роберт Рот         | По очкам  | Фредерик Мейер |
| Натаниэль Пендлтон | По очкам  | Эрнст Нильссон |

### Финал
| Участник 1 | Результат | Участник 2         |
| ---------- | --------- | ------------------ |
| Роберт Рот | По очкам  | Натаниэль Пендлтон |

### Встреча за третье место
| Участник 1     | Результат     | Участник 2     |
| -------------- | ------------- | -------------- |
| Фредерик Мейер | Ничья (10:00) | Эрнст Нильссон |